# Список птиц, занесённых в Красную книгу Челябинской области
Список птиц, занесённых в Красную книгу Челябинской области — состоит из 49 видов, 29 из которых занесены в Красную книгу России.

## Птицы(лат.Aves)
Звездочкой помечены виды занесенные в Красную книгу России (*)
Гагарообразные

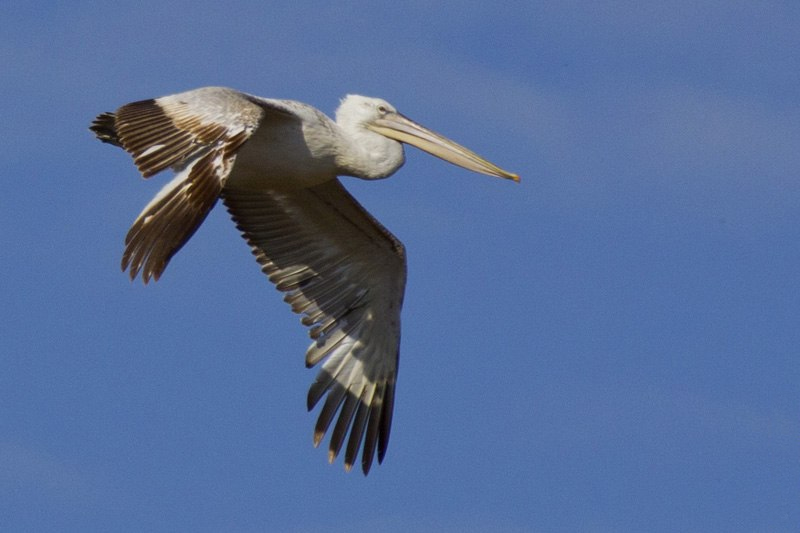
Кудрявый пеликан

- Чернозобая гагара (Gavia arctica arctica linnaeus)* | 3 категория

Поганкообразные
- Серощёкая поганка (Podiceps grisegena) — вид исключен из списка (2017)

Веслоногие
- Кудрявый пеликан (Pelecanus crispus)* | 3 категория

Гусеобразные
- Белоглазая чернеть (Aythya nyroca)* | 3 категория
- Краснозобая казарка (Rufibrenta ruficollis) * | 3 категория
- Лебедь-шипун (Cygnus olor) | 5 категория
- Лебедь-кликун (Cygnus cygnus) | 3 категория
- Огарь (Tadorna ferruginea) | 3 категория
- Обыкновенный турпан (Melanitta fusca) | 2 категория
- Пеганка (Tadorna tadorna) — вид исключен из списка (2017)
- Пискулька (Anser erythropus)* | 2 категория
- Савка (Oxyura leucocephala)* | 1 категория

Соколообразные
- Скопа (Pandion haliaetus)* | 2 категория
- Обыкновенный осоед (Pernis apivorus) | 3 категория
- Степной лунь (Circus macrourus)* | 5 категория
- Луговой лунь (Circus pygargus)* - новый вид (2017) | 3 категория
- Курганник (Buteo rufinus)* | 4 категория
- Степной орел (Aquila rapax)* | 2 категория
- Большой подорлик (Aquila clanca)* | 3 категория
- Могильник (птица) (Aquila heliaca)* | 3 категория
- Беркут (Aquila chrysaetos)* | 3 категория
- Орлан-белохвост (Haliaeetus albicila)* | 3 категория
- Балобан (Falco cherrug)* | 1 категория
- Сапсан (Falco peregrinus)* | 3 категория
- Степной дербник (Falco columbarius pallidus) | 3 категория
- Степная пустельга (Falco naumanni)* | 3 категория

Журавлеобразные
- Журавль-красавка (Anthropoides virgo)*  | 3 категория
- Дрофа (Otis tarda)*  | 1 категория
- Стрепет (Tetrax tetrax)*  | 3 категория

Ржанкообразные
- Авдотка (Burhinus oedicnemus)* — вид исключен из списка (2017)
- Кречетка (Chettusia gregaria)*  | 1 категория
- Ходулочник (Himantopus himantopus)* — вид исключен из списка (2017)
- Шилоклювка (Recurvirostra avosetta)*  | 3 категория
- Кулик-сорока (Haematopus ostralegus) материковый подвид longipes*  | 3 категория
- Большой кроншнеп (Numenius arquata)* | 2 категория
- Средний кроншнеп (Numenius phaeopus) | 1 категория
- Степная тиркушка (Glareola nordmanni)* | 3 категория
- Черноголовый хохотун (Larus ichthyaetus)* | 3 категория

Совообразные
- Филин (Bubo bubo)* | 3 категория
- Мохноногий сыч (Aegolius funereus) | 3 категория
- Домовый сыч (Athene noctua) | 3 категория
- Воробьиный сыч (Glaucidium passerinum) | 3 категория
- Ястребиная сова (Surnia ulula) | 3 категория
- Серая неясыть (Strix aluco) | 4 категория
- Бородатая неясыть (Strix nebulos) | 5 категория

Воробьинообразные
- Серый сорокопут (Lanius excubitor excubitor)* | 3 категория
- Оляпка (Cinclus cinclus) | 3 категория
- Вертлявая камышевка (Acrocephalus paludicola)* — вид исключен из списка (2017)
- Пёстрый дрозд (Zoothera dauma) | 5 категория
- Дубровник (Emberiza aureola)* — новый вид (2017)  | 2 категория

Аистообразные
- Большая белая цапля (Egretta alba) | 3 категория
- Черный аист (Ciconia nigra)* — вид исключен из списка (2017)

Курообразные
- Белая куропатка (Lagopus lagopus)* — новый вид (2017)  | 3 категория

Голубеобразные
- Обыкновенная горлица (Streptopelia turtur)  — новый вид (2017)  | 2 категория